# ههيا
مركز ومدينة ههيا بمحافظة الشرقية بمصر.

## تاريخ ههيا
ههيا من القرى القديمة وقد ذكر جوتيه في قاموسه قرية باسم "Hehou" وقال أنه اسم ناحية بالوجه البحري وغالبا هو الاسم المصري القديم لبلدة ههيا لقرب الشبه بينهما، وقد وردت في تحفة الإرشاد باسم ههيه، ويعتقد أيضا بأنها سميت بهذا الاسم نسبة إلى عمرو بن العاص عندما فتح مصر، وعندما مر بها قال هاهي جنة الله الخضراء وحرفت الكلمة من هاهي إلى ههيا[بحاجة لمصدر].
من أقدم مساجدها، مسجد الجامع الكبير ويقال ان به حجر يرجع بناءه إلى عهد الخليفة عمرو بن العاص

## مدينة ومركز ههيا
- يوجد بها 5 وحدات محلية قروية.
- يوجد بها عدد 28 قرية رئيسية.
- يوجد بها 154 عزبة وكفر (توابع).
- قرية الشبراوين
- قرية الزرزمون
- قرية صبيح.
- قرية العدوة.
- الفواقسة.
- حوض نجيح.
- قرية المسلمى.
- قرية العلاقمه.
- قرية المحمودية.
- قرية مهدية
- قرية منشأة غالى
- عزبه الصيفي
- قرية المهدية
- قرية المطاوعة
- قرية شرشيمة
- قرية السكاكرة
- قرية حسينية مهدية
- قرية منزل حيان
- قرية المساعدة الكبيرة
- كفر عجيبه
- كفر حمودة أرناؤوط
- كفر أبو حطب
- عزبة البرنس

## الموقـع
يقع مركز ههيا على خط طول 31 درجة، وعلي دائرة عرض 30 درجة، ومدينة ههيا تقع عند تقاطع خطي 30,40 شمالا، وعرض 31،35 شرقا، وتتوسط أراضي المركز محافظة الشرقية
يحد مركز ههيا من الشمال مركزأبو كبير، ومن الغرب مركز الإبراهيمية، ومن الجنوب مركز الزقازيق، ومن الشرق مركز أبو حماد.

## المساحة
تبلغ مساحة المركز 117.375 كم2 أي 2.38% بالنسبة لإجمالي مساحة المحافظة ويمثل المركز المرتبة الحادية عشر من حيث المساحة بالنسبة لمراكز المحافظة

## المناخ
يتمتع مركز ههيا بمناخ معتدل طوال العام يميل إلى البرودة في فصل الشتاء
تبلغ درجة الحرارة شتاء العظمى 20 درجة والصغرى 6 درجات، أما فصل الصيف فتصل درجة الجرارة العظمى في شهر أغسطس 35 درجة والصغرى 25 درجة وتمثل الأمطار الساقطة كمية قليلة وتتراوح الرطوبة ما بين 63% : 83%

## السطح والتربة
تتخد أراضي المركز شكلا مستطيلا تقريبا يمتد من الشمال الشرقي إلى الجنوب الغربي وأراضيه مستوية وتقع جميعها بين خطي كنتور (7:6) أراضى مركز ههيا من الأراضي الرسوبية حديثة التكوين ذات قطاع تربة عميق غير متباين الطبقات وقد تنتشر خلال القطاع بعض تجمعات جيرية إما أن تكون في صورة بلورات حبيبيه وتجمعات من كربونات الكالسيوم

## أبرز الشخصيات
خالد محمد خالد: ولد بقرية العدوة مركز ههيا في يونيو 1920 وكان عالم إسلامي كبير ومن أقطاب الفكر الإسلامي وعضو المجلس الأعلى للأدب والفنون وكان عميدا لمعهد البحوث الإسلامية، وله العديد من الكتب الدينية وتوفي في 29 فبراير 1996.
الرئيس محمد مرسي: حيث ولد في قرية العدوة التابعة لمركز ههيا وهو ابرز الشخصيات لأنه تولى منصب رئيس جمهورية مصر العربية وهو أستاذ دكتور بجامعة الزقازيق